# Servizio ferroviario metropolitano di Napoli
Der Servizio ferroviario metropolitano di Napoli (italienisch, Städtischer Eisenbahnverkehr Neapel) ist ein Vorortbahnsystem, das analog deutschen S-Bahn-Systemen rund um die süditalienische Großstadt Neapel von Trenitalia betrieben wird.

## Geschichte

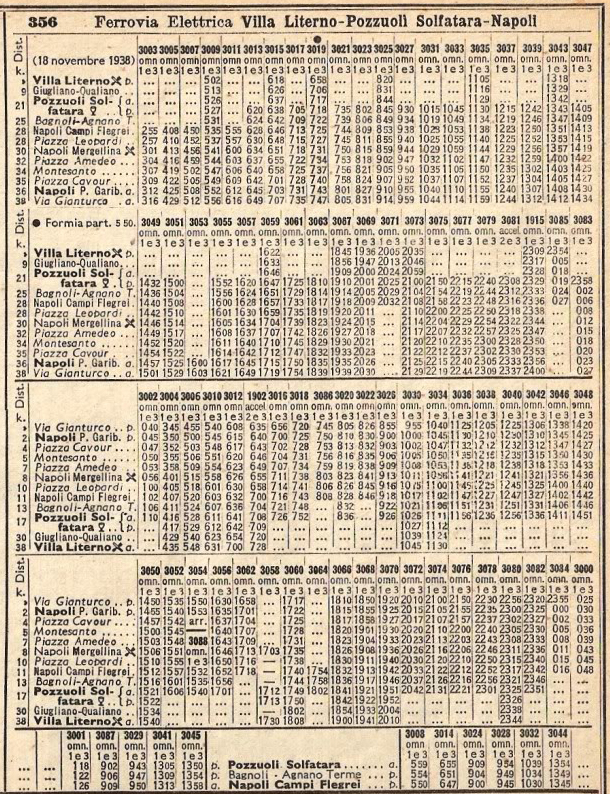
Fahrplan von 1938

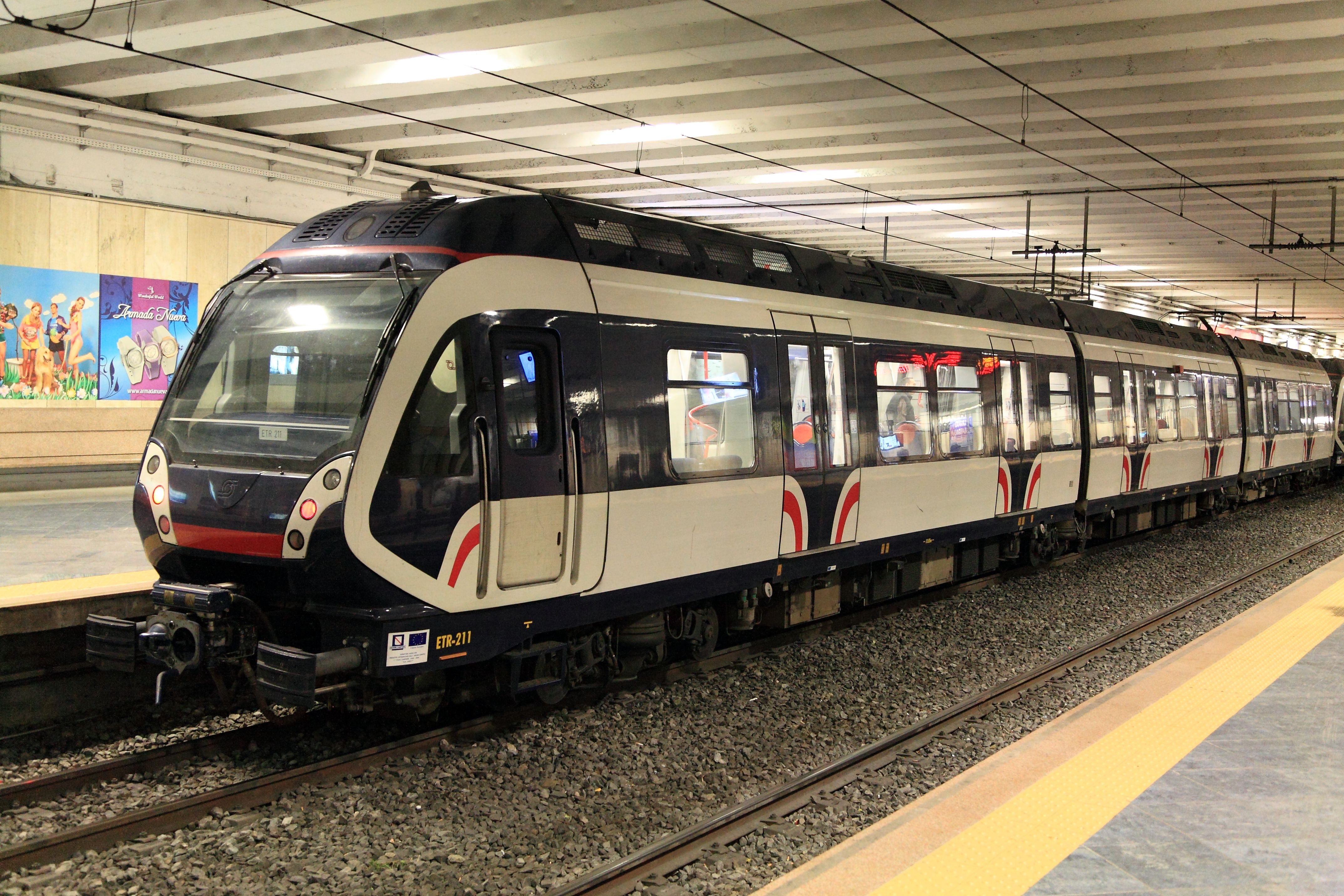
»Metrostar«-Zug im Tunnelbahnhof Piazza Garibaldi

Mit dem Bau der Bahnstrecke Roma–Formia–Napoli wurde ein Eisenbahntunnel unter der Stadt Neapel gebaut. Auf dieser 1925 in Betrieb genommenen Strecke wurden vier Tunnelbahnhöfe sowie andere Stadtbahnhöfe gebaut, wodurch ein städtischer Eisenbahnverkehr von Neapel bis Villa Literno eingeführt wurde.
Das System wurde als Metropolitana (U-Bahn) bezeichnet und sollte in der faschistischen Propaganda an die U-Bahnsysteme ausländischer Städte erinnern (Italien hatte erst 1955 eine reine U-Bahn, in Rom). Allerdings verkehrten die Stadtzüge unregelmäßig, weil die Strecke auch von zahlreichen Schnellzügen befahren wurde.
Am 18. März 1932 ereignete sich auf der Strecke zwischen Zentralbahnhof und Via Gianturco ein Zusammenstoß zweier Züge mit neun Todesopfern.
Bis 1935 war die Strecke mit Stromschiene elektrifiziert. Danach wurde die in Italien übliche 3-kV-Oberleitung eingeführt.
Heute erreichen die Stadtzüge auch regionale Ziele (Caserta, Castellammare di Stabia und Salerno). Die Äste nach Capua und Formia werden inzwischen nur von Regionalzügen bedient.

## Netz
Es verkehren vier Linien, die weder nummeriert noch anderswie bezeichnet sind:
- Napoli Campi Flegrei – Salerno
- Napoli Campi Flegrei – Capua
- Napoli Campi Flegrei – Castellammare di Stabia
- Pozzuoli Solfatara – Napoli San Giovanni-Barra (Linie 2 des Öffentlichen Verkehrs in Neapel)

Der Abschnitt Pozzuoli Solfatara – Napoli San Giovanni-Barra, auf dem die städtische Linie verkehrt, wird als Linea 2 der städtischen U-Bahn bezeichnet.
Alle diese Züge werden als Metropolitano (M) klassifiziert, auch einige, die nur wenige Zwischenhalte haben.

## Fahrzeuge
Bei der Eröffnung der Strecke 1925 wurden mit Stromschienen betriebene Elektrotriebwagen der Reihe E.20 aus den Ferrovie Varesine abgestellt.
1935 wurde die Strecke zudem mit Oberleitung elektrifiziert, die Stromschiene wurde um 1938 demontiert; die E.20 wurden stillgelegt und durch die neuere E.624 ersetzt.
1962–63 kamen die Elektrotriebzüge der Reihe ALe 803 und ab 1983 die ALe 724, die noch heute in Einsatz sind.

## Andere Systeme
Rund um Neapel bietet das Unternehmen EAV der Region Kampanien auf der Ferrovia Circumvesuviana, der Ferrovia Circumflegrea und der Ferrovia Cumana einen den deutschen S-Bahnen vergleichbaren Nahverkehr.